# آني لينوكس
آن «آني» لينوكس (ولد في 25 ديسمبر 1954) مغنية وكاتبة اغاني، وناشطة اجتماعية وسياسية اسكتلندية،  كانت المغنية السابقة في عضو في فرقة الإنكليزية لموسيقى البوب يوريثمكس قبل ان تتركها.

## وصلات خارجية
- الموقع الرسمي
- آني لينوكس at أول ميوزيك
- آني لينوكس at ديسكوجز
- آني لينوكس في فيسبوك
- آني لينوكس على تويتر
- آني لينوكس in libraries (الفهرس العالمي catalog)
- آني لينوكس على موقع IMDb (الإنجليزية)
- آني لينوكس على موقع الموسوعة البريطانية (الإنجليزية)
- آني لينوكس على موقع ألو سيني (الفرنسية)
- آني لينوكس على موقع ميوزك برينز (الإنجليزية)
- آني لينوكس على موقع رولينغ ستون (الإنجليزية)
- آني لينوكس على موقع أول موفي (الإنجليزية)
- آني لينوكس على موقع قاعدة بيانات برودواي على الإنترنت (الإنجليزية)
- آني لينوكس على موقع قاعدة بيانات الأفلام السويدية (السويدية)
- آني لينوكس على موقع إن إن دي بي (الإنجليزية)
- آني لينوكس على موقع أول ميوزيك (الإنجليزية)
- آني لينوكس في يوتيوب